# Ice (Camel)
Ice is een nummer van Camel. Het is afkomstig van hun album I Can See Your House from Here.
Fans van Camel die het album kochten stonden raar te kijken bij het slot van I Can See; de laatste twee tracks van dat album zijn elkaars tegenpolen. Remote Romance is gebouwd op een discoachtige sequentie, Ice is een instrumentaal progressieve rocknummer.
Ice begint met de piano en akoestische gitaar. De klank en het timbre is gelijk aan nummers uit het verleden van de band, toen Peter Bardens nog achter de toetsen zat. Vervolgens voegen drums, elektrische gitaar en basgitaar zich in de compositie. De toetsenist krijgt vervolgens de ruimte een solo te spelen. Daarna is het weer de beurt aan de gitaren; eerst de elektrische gitaar, maar daar volgt een lang outro, een duet tussen elektrische en akoestische gitaar. Op de achtergrond van dat duet is in de verte een synthesizer, waarschijnlijk de Solina, te horen.
Sinds het nummer verscheen, kon de band niet meer om het nummer heen. Fans bleven vaak roepen om Ice, dat in de livesetting een wat andere opzet kreeg. Het intro is ingekort en het lange outro wordt overgeslagen. Het middenstuk werd al naargelang het concert uitgebreid met toegevoegde soli.

## Musici
- Andrew Latimer – gitaar
- Andy Ward – slagwerk
- Kit Watkins – toetsinstrumenten
- Jan Schelhaas – piano
- Colin Bass – bass

Het gerucht gaat dat Phil Collins meespeelt op de albumuitvoering. Echter of zijn drumwerk uiteindelijk op het album terecht is gekomen is na jaren nog niet opgelost. De heruitgave van Esoteric Recordings vermeldde in de omschrijvingstekst van het album dat Phil meedeed. Bij de lijst van musici per song stond hij niet vermeld en op de lijst Thank you wordt Phil bedankt voor zijn "demon percussion and aural concussion". In Ice is echter geen duivelse percussie te horen.